# Telescopi de Cassegrain

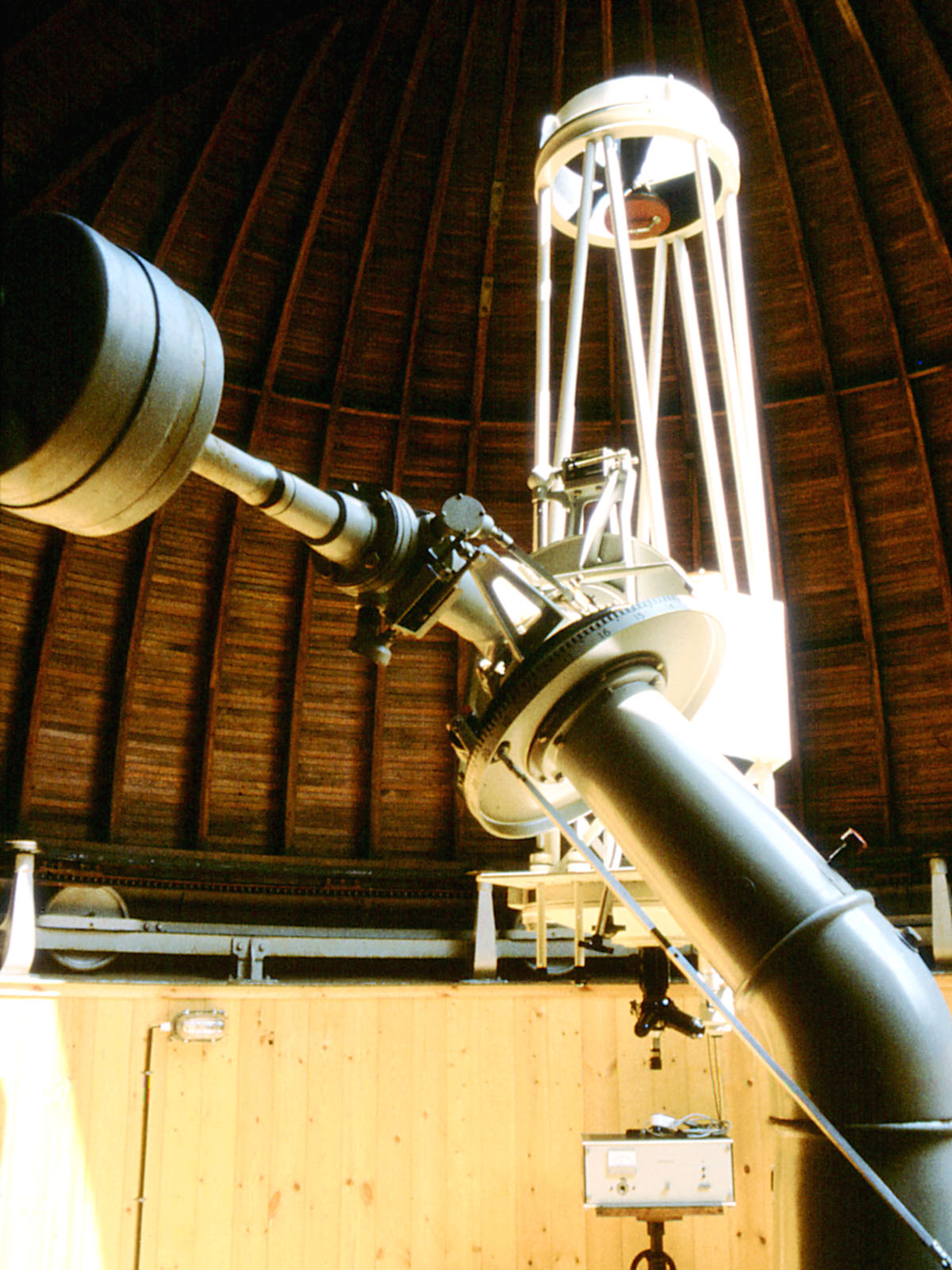
Un telescopi Cassegrain de 50 cm de diàmetre.

El telescopi de Cassegrain és un tipus de telescopi reflector que utilitza tres miralls. El principal és el que es troba en la part posterior del cos del mateix. Generalment posseeix forma còncava paraboloidal, ja que aquest mirall ha de concentrar tota la llum que recull en un punt que es denomina focus. La distància focal (distància entre la superfície del mirall i el focus) pot ser molt major que el llarg total del telescopi.
El segon mirall és convex es troba en la part davantera del telescopi, té forma hiperbòlica i s'encarrega de reflectir novament la imatge cap al mirall principal, que es reflecteix (en la seva versió original), en un altre mirall pla inclinat a 45 graus, enviant la llum cap a la part superior del tub, on està muntat l'objectiu.
En altres versions modificades el tercer mirall està darrere del mirall principal, en el qual hi ha practicat un orifici central per on la llum passa. El focus, en aquest cas, es troba en l'exterior de la càmera formada per tots dos miralls, en la part posterior del cos.

## Història
El reflector Cassegrain rep el nom a partir de la publicació d'un disseny de telescopi reflector apareguda el 25 d'abril de 1672 Journal des sçavans i que s'ha atribuït al sacerdot i físic francès Laurent Cassegrain (c. 1629 - 1693). Alguns dissenys similars que usaven lents secundàries convexes s'han trobat en els escrits de 1632 del matemàtic italià Bonaventura Cavalieri (1598 – 1647) que descriuen els miralls incendiaris i en els escrits de 1636 del teòleg i matemàtic francès Marin Mersenne (1588 – 1648) que descriuen dissenys de telescopis. Els intents en 1662 de l'astrònom i matemàtic escocès James Gregory (1638 – 1675) de crear un telescopi reflector es pensa que incloïen una configuració Cassegrain, a partir d'haver trobat un mirall secundari convex entre els seus experiments.

## Característiques
El telescopi tipus Cassegrain es basa en el reflector de Gregory, que al seu torn es basava en el reflector de Newton.

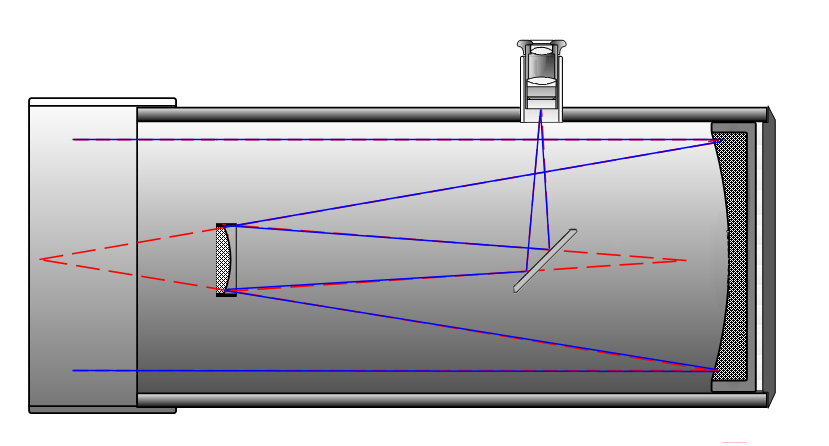
Diagrama del recorregut de la llum en un reflector de tipus Cassegrain

Els avantatges d'aquest reflector enfront del de Gregory, són les següents: 
- Escurça la grandària necessària del tub.
- Substitueix el 2n mirall que és difícil de tallar, a causa que és bastant gran, còncau, el·líptic, i de curta distància focal.
- Corregeix les aberracions que en aquell es produïen.

### Varietats
Existeixen diverses millores sobre l'òptica del telescopi Cassegrain. Les més difoses són les següents:

#### Schmidt-Cassegrain

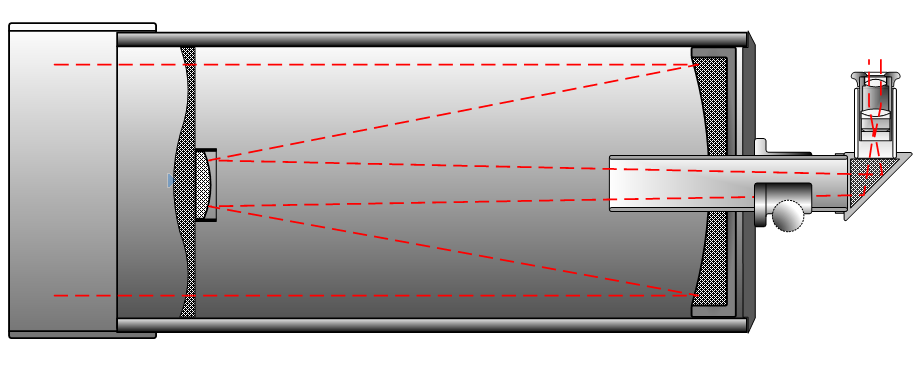
Diagrama del recorregut de la llum en un Schmidt-Cassegrain.

Abreujat: Sch-Cas. Està format per un mirall primari còncau esfèric i un mirall secundari convex esfèric amb una lent de Schmidt. Aquesta és una lent especial que se situa adossada al mirall secundari del telescopi. La mateixa posseeix una forma especial, el tall diametral de la qual presenta una forma ondulante que serveix per corregir l'aberració del mirall esfèric.
El nom del sistema es denomina així per la invenció de la lent per l'òptic Schmidt.

#### Maksútov-Cassegrain

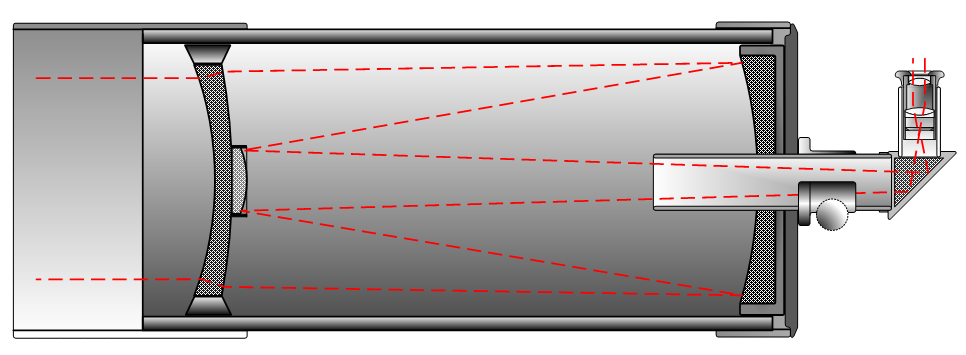
Diagrama del recorregut de la llum en un Maksútov-Cassegrain.

Abreujat: Mak-Cas. En aquesta varietat no només millora l'òptica del mirall secundari sinó també la del mirall principal. Les correccions fan que els Mak-Cas posseeixin una nitidesa inigualable. El sistema va ser inventat per l'eximi òptic rus Dmitri Maksútov.

## Radio antenes Cassegrain

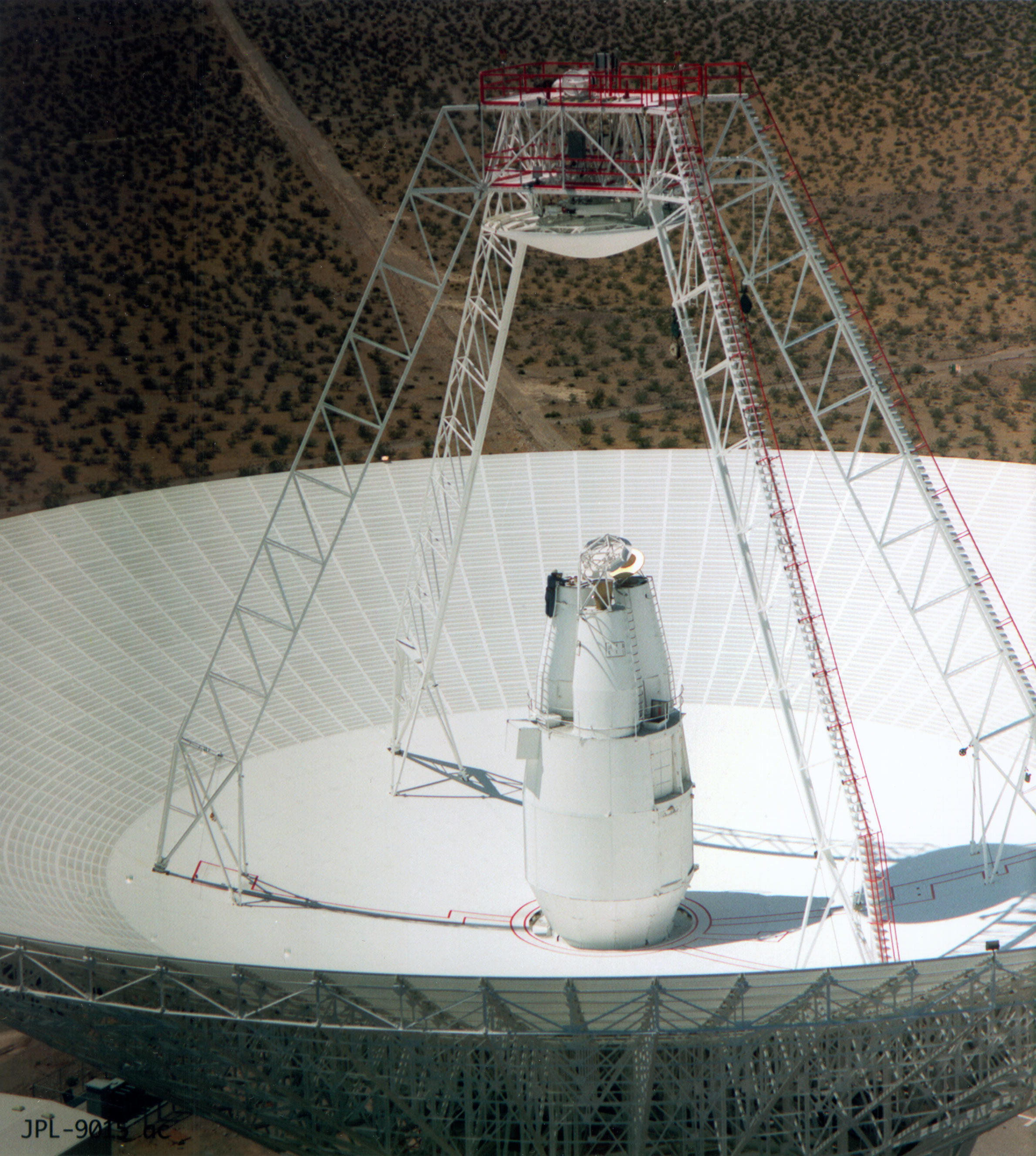
Una radio antena Cassegrain - disc de 70 m en el Complex d'Antenes JPL Goldstone. En aquest cas, el focus final està davant del mirall primari.

El disseny Cassegrain s'usa també en telecomunicacions via satèl·lit i en radiotelescopis, amb grandàries que van des dels 6,3 m fins als 70. El subreflector, centralment localitzat, serveix per enfocar els senyals de freqüència de radi de manera similar als telescopis òptics.